# .mp
.mp je vrhovna internetska domena (country code top-level domain - ccTLD) za Sjevernomarijanske otoke. Domenom upravlja Saipan DataCom, Inc.

## Vanjske poveznice
- IANA .mp whois informacija  Arhivirana inačica izvorne stranice od 24. travnja 2006. (Wayback Machine)